# Eubranchus rubeolus
Eubranchus rubeolus is een slakkensoort uit de familie van de Eubranchidae. De wetenschappelijke naam van de soort is voor het eerst geldig gepubliceerd in 1964 door Burn.